# برحان (صنعاء)

تعديل مصدري - تعديل

برحان هي إحدى قرى الجمهورية اليمنية. تتبع جغرافيا لمحافظة صنعاء و إداريًا لمديرية بني مطر. يبلغ تعداد سكانها 910 نسمة حسب الإحصاء الذي أجري عام 2004.